# Érv
A magyar értelmező szótár szerint az érv valamely állítás, tétel bizonyítására, cáfolására felhalmozott körülmény, tény vagy megállapítás. A filozófiai és a logikai értelmezés szerint az érv kijelentés vagy kijelentések olyan sorozatából áll, amelyen keresztül, kísérletet teszünk arra, hogy növeljük egy állítás elfogadhatóságát. Arisztotelész „Topika” című művében a következőképpen fogalmaz: „Az érv (szillogizmus) olyan beszéd, amelyben bizonyos dolgokat feltéve valami más, tőlük különböző dolog következik belőlük és általuk.”[forrás?]

## Szerkezet
Az érv általános szerkezete: premissza+konklúzió=érv. Tehát, rendelkezik premisszákkal, amelyek alátámasztanak egy másik állítást, ami a konklúzió. Érvek szempontjából tehát csak a kijelentő mondatok lényegesek, amelyeket két fő csoportra oszthatunk. 
A konklúzió, az a  kijelentés, amit alá akarunk támasztani és megalapozni egy vagy több premissza által, tehát egy bizonyítandó tétel. A premissza pedig olyan kijelentés, amellyel alá akarjuk támasztani a konklúziót, ezt már nem kell bizonyítani, illetve ebből lehet több is egy következtetés során. A következtetés a premissza, premisszák és a konklúzió közötti viszonyra vonatkozik. 

### Kijelentések jellemzői
Az érvekben előforduló kijelentéseknek két fontos és megemlítendő jellemzőjük van. Az első jellemző az ellentmondás-mentesség, ami azt jelenti, hogy egyetlen kijelentés sem lehet egyszerre igaz és hamis, csak a kettő közül valamelyik. A második pedig kizárt harmadik elve, ami szerint csak és kizárólag ez a két igazságérték létezik, tehát egy kijelentésnek igaznak vagy hamisnak kell lennie, nincs olyan, hogy semleges.

## Tiszta érv
Az érvet tisztának nevezhetjük akkor, ha úgy éri el a konklúziót, hogy nem vet fel további kérdéseket, ha a premisszák olyanok, hogy kikényszerítik a konklúziót és maguk is konklúziók, illetve ha kihagyunk olyan lépéseket, amelyeket általában, szilárdan el szokás fogadni. 

## Hibás érv
Az érvet hibásnak nevezhetjük négy esetben:
1. Amikor elér egy konklúziót, de valójában mégsem egészen így van (téves érv).
2. Amikor elér egy konklúziót, de nem a kívántat (ez történik a lehetetlenre való visszavezetés esetén).
3. Amikor eléri a konklúziót, de nem azon a módon, amely a vizsgálatot meg kellene, hogy illesse (pl. nem orvosi érvet, orvosinak tekintenek).
4. Amikor a konklúzióhoz hamis premisszákon keresztül jut el, ilyenkor a konklúzió lehet akár igaz is, ugyanis hamis premisszákból is lehet igaz konklúzióra jutni.

## Érvek típusai
Arisztotelész felosztása szerint háromféle érvet különböztetünk meg:
- 1.	Demonstráció (megmutatás): ha a premisszák, amelyekből kiindul elsődlegesek, azaz nem valami más, hanem saját maguk által, bizonyítás nélkül fogadjuk el őket, általános igazságok.
- 2.	Dialektikus érv: ha valószínű véleményekből indul ki, azaz a legjelesebb és legelőkelőbb filozófusok (bölcsek) mindegyike vagy többsége elfogadja.
- 3.	Vitás (erisztikus) érv: ha olyan premisszákból indul ki, melyek látszólag valószínűek, ám valójában nem azok, tehát csak látszatra érvel.

## Érvelés
Érvelés alatt, az érvel igével kifejezett cselekvést, műveletet értjük, azt a tényt, hogy valaki érveket hoz fel, tehát érvel, egy álláspont mellett vagy ellen. Érveléseink gyakran dialógus formában, vita keretei között zajlanak le, de érvelhetünk monológokban is. 

### Érvelési helyzetek
- 1. Racionális vita, amely az érvelési tevékenység mintaesete, alapvető érvelési helyzet.
- 2. Írott beszéd, amely a vita egy speciális esete, itt írás közben készül fel a szerző az olvasó ellenvetéseire.
- 3. Szónoki monológ, ami szintén egy speciális érvelési helyzet, vita, amelyben a rétor felkészült beszédében a hallgató vélhető ellenvetéseire is reagál.
- 4. Belső dialógus amikor saját magunkban készítünk, gondolunk el érveléseket.